# Central Texas Stampede
Central Texas Stampede war eine US-amerikanische Eishockeymannschaft aus Belton, Texas. Das Team spielte von 1996 bis 2001 in der Western Professional Hockey League.

## Geschichte
Central Texas Stampede wurde 1996 als Franchise der Western Professional Hockey League gegründet. In dieser war die Mannschaft eines von sechs Gründungsmitgliedern. In der Saison 1998/99 erreichte Stampede als Dritter seiner Division erstmals die Playoffs um den President’s Cup, scheiterten jedoch bereits in der ersten Runde mit einem Sweep in der Best-of-Three-Serie an den Lake Charles Ice Pirates. Im folgenden Jahr absolvierten die Texaner die erfolgreichste Spielzeit ihres Bestehens. Nachdem sie den Governor’s Cup als bestes Team der regulären Saison gewannen, scheiterten sie nach einem Freilos und einem Sieg über die Arkansas GlacierCats erst in der dritten Playoff-Runde am späteren President’s-Cup-Gewinner Shreveport Mudbugs mit 2:4 Siegen in der Best-of-Seven-Serie.
Im Laufe der Saison 2000/01 musste Central Texas Stampede aus finanziellen Gründen den laufenden Spielbetrieb einstellen und das Franchise wurde aufgelöst. Unmittelbar nach Saisonende ereilte die Western Professional Hockey League das gleiche Schicksal.

## Saisonstatistik
Abkürzungen: GP = Spiele, W = Siege, L = Niederlagen, T = Unentschieden, OTL = Niederlagen nach Overtime SOL = Niederlagen nach Shootout, Pts = Punkte, GF = Erzielte Tore, GA = Gegentore, PIM = Strafminuten
| Saison  | GP | W  | L  | T | OTL | SOL | Pts | GF  | GA  | Platz     | Playoffs                        |
| 1996/97 | 64 | 35 | 27 | — | 2   | —   | 72  | 243 | 229 | 4., WPHL  |                                 |
| 1997/98 | 69 | 40 | 23 | — | 6   | —   | 86  | 258 | 251 | 3., WPHLE |                                 |
| 1998/99 | 69 | 33 | 24 | — | 12  | —   | 78  | 286 | 266 | 3., WPHLC | Niederlage in der ersten Runde  |
| 1999/00 | 70 | 50 | 17 | — | 3   | —   | 103 | 282 | 187 | 1., WPHLC | Niederlage in der dritten Runde |
| 2000/01 | 38 | 14 | 19 | — | 5   | —   | 33  | 108 | 133 | 7., West  | nicht qualifiziert              |

## Team-Rekorde

### Karriererekorde
Spiele: 230  Matt Brenner
Tore: 75  Gerald Tallaire
Assists: 112  Gerald Tallaire
Punkte: 187  Gerald Tallaire
Strafminuten: 1077  Peter Zurba

## Bekannte Spieler
- Dean Kolstad
- Ron Newhook
- Herb Raglan
- Sean Tallaire